# Кирьянов, Павел Николаевич
Па́вел Никола́евич Кирья́нов (2 января 1919, Сарапульский уезд, Вятская губерния — 24 июля 1941) — командир танка, участник Советско-финской и Великой Отечественной войн, Герой Советского Союза.

## Биография
Родился в деревне Ижболдино. В 1935 году окончил семилетнюю школу в Сарапуле, поступил в механический техникум. Отучившись два курса, добровольно ушёл в армию, Сарапульским военным комиссариатом направлен в Саратовское бронетанковое училище. В 1938 году вступил в ВКП. После окончания училища осенью 1939 года служил в Ленинградском военном округе.
Принимал участие в Советско-финской войне в составе 37-й отдельной роты боевого обеспечения 35-й легкотанковой бригады 7-й армии на Северо-Западном фронте, командовал танковым взводом. Во время этой войны экипаж танк под командованием Кирьянова неоднократно отличился.
В одном из передовых боёв танк Павла Кирьянова получил восемь прямых попаданий из противотанковых ружей, были сломаны огнемёт, передний и задний пулемёты, командир был ранен, но не оставил управления.
Во время выполнения рейда по вражескому тылу двигатель танка заглох. Финны окружили машину и с помощью трёх тракторов-тягачей попытались увезти её. Внезапно механик-водитель сумел завести двигатель, стрелок открыл огонь, и танк на полной скорости увёл трактора-тягачи за линию фронта, в советский плен.
Однажды танк Кирьянова застрял в воронке от снаряда, засыпанной снегом. Командир принял бой с окружившими машину финнами, танкисты несколько часов отстреливались, рискуя замёрзнуть, но машину не покинули. После подхода своих частей каждого члена экипажа с сильными обморожениями отправили в санбат.
Только в период с 6 по 24 февраля 1940 года танк Кирьянова из огнемётов и пулемётов уничтожил несколько долговременных огневых сооружений, большое количество солдат и офицеров противника.
Указом Президиума Верховного Совета СССР от 21 марта 1940 года с формулировкой «за образцовое выполнение боевых заданий командования на фронте борьбы с финской белогвардейщиной и проявленные при этом отвагу и геройство» лейтенанту Кирьянову Павлу Николаевичу присвоено звание Героя Советского Союза с вручением Ордена Ленина и медали «Золотая Звезда» (№ 426).
После «зимней войны» лейтенант Кирьянов учился в Военной Академии моторизации и механизации РККА. После начала Великой Отечественной войны Павел Кирьянов снова на фронте. Воевал на Петрозаводском направлении. Стал заместителем командира танкового батальона. 24 июля 1941 года в районе Гарболовой горы в Карелии пропал без вести.
19 августа 1941 года пресс-бюро ТАСС отозвалось о Павле Николаевиче Кирьянове:

 Подобно железному смерчу пронёсся советский сухопутный броненосец по белофинскому тылу, огнём и ударной силой сметая с земли всё, что было на его пути. Герой Советского Союза Кирьянов со своим экипажем с честью выполнил боевую задачу.

## Память

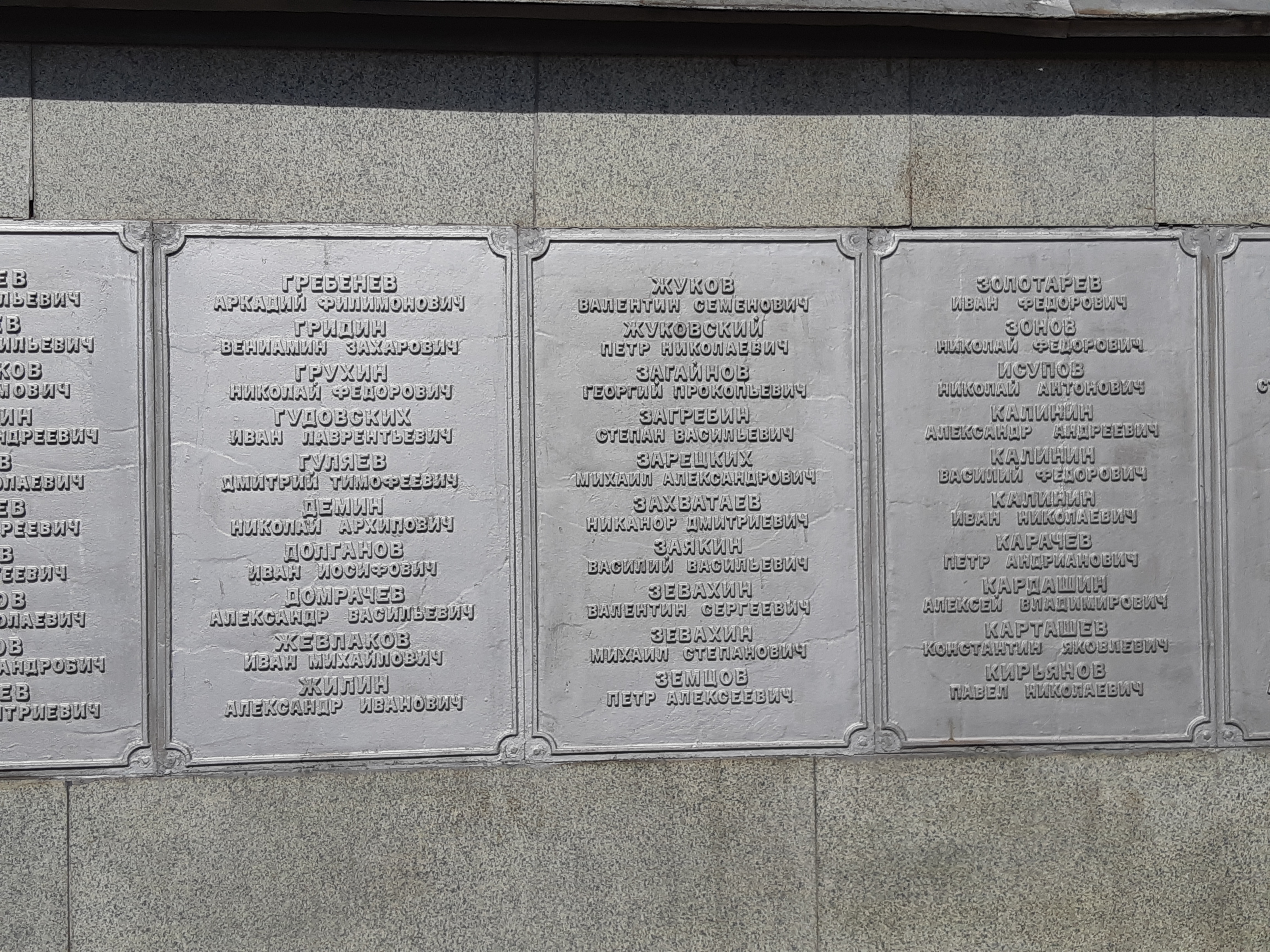
Имя Героя на мемориальной доске в парке Дворца пионеров г. Кирова

- Имя Героя увековечено на мемориальной доске в честь Героев Советского Союза — уроженцев Кировской области в парке Дворца пионеров города Киров

## Комментарии
1. ↑  Деревня Ижболдино[1], относившаяся к Чегандинской волости Сарапульского уезда, не сохранилась; ныне — территория Каракулинского района Удмуртской республики[2].